# Geranoaetus
Geranoaetus és un gènere d'ocells rapinyaires de la família dels accipítrids propis de la zona Neotropical.

## Taxonomia
Si bé s'ha considerat monospecífic, avui la Classificació del Congrés Ornitològic Internacional (versió 12.2, juliol 2022) considera que aquest gènere està format per tres espècies:
- aligot cuablanc (Geranoaetus albicaudatus).
- àguila pitnegra (Geranoaetus melanoleucus).
- aligot tricolor (Geranoaetus polyosoma).